# Universo (personaggio)
Universo è un personaggio dei fumetti DC Comics. È un supercriminale, membro della Legione dei Supercriminali nell'Universo DC del XXX e XXXI secolo.

## Prima diOra Zero
Universo comparve per la prima volta in Adventure Comics n. 349 (ottobre 1966) come potente ipnotizzatore. Con la sua "Pietra Ipno" era in grado di controllare la testa dell'Istituto del tempo, e fare da esca per attirare i Legionari in una serie di trappole. La Legione lo sconfisse con l'aiuto del Cubo del tempo inventato dallo scienziato Rond Vidar, che successivamente si rivelerà essere il figlio dello stesso Universo.
Universo ritornò in Adventure Comics n. 359 (agosto 1967), dove prese il controllo della Terra facendosi eleggere Presidente sotto il nome di Kandro Boltax, utilizzando il suo potere ipnotico aumentato da una sostanza chimica aggiunta alle riserve idriche mondiali. Vi riuscì mentre la maggior parte dei membri della Legione era fuori dalla Terra per una missione, e ritornarono per ritrovarsi fuori legge. I Legionari si nascosero dentro una delle tane inutilizzate di Lex Luthor ed infine, con l'aiuto di Rond Vidar, riuscirono a mandare a monte i suoi piani.
Un racconto successivo dagli Archivi della Legione descritto in Legion of Super Heroes vol. 2 n. 295 (gennaio 1983) rivelò che Universo è un ex membro del Corpo delle Lanterne Verdi che fu assegnato al tragitto all'Istituto del Tempo sulla Terra, e prevenne che la Legione vedesse l'Alba dei Tempi (un atto che ebbe conseguenze catastrofiche quando perpetrarono eoni prima dello scienziato maltusiano Krona). Quando Universo tentò a sua volta di vedere l'Alba dei Tempi, gli fu strappato l'anello dai Guardiani dell'Universo (facendo di lui e di Sinestro le uniche due Lanterne Verdi rinnegate nella continuità pre-Crisi). Rond Vidar fu il portatore successivo del suo anello.
Molto dopo, Universo prese di nuovo controllo della Terra temporaneamente, questa volta sotto le spoglie della mano destra del Presidente Mojai Desai, Vid-Gupta. Universo riuscì a controllare mentalmente l'intera Legione eccetto per i quattro membri più difficili da ipnotizzare: Saturn Girl, Brainiac 5, Chameleon Boy e Dream Girl. Questi eventi furono descritti in una storia di quattro numeri chiamata "The Universo Project".

## Five Years Later
Anni dopo, i Dominatori presero il controllo della Terra durante il suo collasso economico, e Universo diventò uno dei primi leader della resistenza. Fu marcato come terrorista dal nuovo Dominio, chiamato Earthgov, che lo accusava di lavorare con i Khund. Infatti lavorava con il Dark Circle, sebbene era chiaro che non lavorasse per loro e che aveva i suoi progetti. Jacques Foccart, Troy Stewart, e gli ex membri della Legione degli Eroi Sostituti lavorarono con lui per resistere al controllo dei Dominatori sulla Terra. Dopo che il pianeta fu liberato, utilizzò il suo nuovo status per lavorare a dei progetti futuri con Leland McCauley.

## DopoOra Zero
Dopo il rinnovo della storia della Legione nell'Ora zero, Universo fu reinventato come Sarmon Ardeen, il cugino di Saturn Girl. Comparve per la prima volta nel crossover Legione /Teen Titans Universe Ablaze (marzo 2000), ambientato in una linea temporale alternativa in cui i Titans furono messi in animazione sospesa fino al 31º secolo. Unì le sue forze con altri per ricreare il Culto del Sangue per riprendere il controllo dei Titans. Quando questa linea temporale fu negata, la vera realtà fu imprigionata sulla luna del proprio mondo, Titano. Dopo il ritorno della "Legione Perduta" dalla Seconda Galassia, Universo tentò di controllare Staurn Girl, e la rete di comunicazioni telepatiche Titanetiche. Fallì, e Saturn Girl riuscì a liberarsi dei controlli mentali e del mondo immaginario che lui aveva creato per lei.
Questa versione di Universo fu cancellata dalla continuity dopo la miniserie Crisi infinita.

## Crisi finale
Universo è tra i supercriminali che fanno parte della Legione dei Supercriminali di Superboy-Prime nella miniserie Crisi finale: la Legione dei 3 mondi. Diede il suo assenso e la sua approvazione quando Superboy-Prime uccise suo figlio Rond, credendo erroneamente che l'anello della Lanterna Verde sarebbe entrato di nuovo in suo possesso dopo la sua morte.

## Poteri e abilità
Il potere primario di Universo è l'ipnosi, che gli permette di controllare le persone, facendo anche in modo che duri a lungo una volta che le abbia lasciate. È capace di cambiare la lealtà, di cancellare le memorie, e di far sì che le persone sotto il suo controllo riescano indipendentemente di compiere gli obiettivi che lui aveva loro preposto. Talvolta indossa una collana che sembra aumentare il potere della sua ipnosi. Utilizzando le sue abilità mentali può anche sembrare qualcun altro, così che chiunque lo veda lo scambi e lo ricordi per una persona completamente diversa.
Ad un certo punto ebbe un anello del potere da Lanterna Verde in suo possesso, ma gli fu strappato. Come tale, ebbe parecchio astio verso Oa, pianeta dei Guardiani dell'Universo, e uno dei suoi piani nell'UNiverso Project prevedeva che la Legione, sotto ipnosi, attaccasse Oa.